# Саблев, Павел Ефимович
Па́вел Ефи́мович Са́блев (14 (27) июля 1903, Новые Сиваи — 17 марта 1975, Харьков) — советский хозяйственный деятель, машиностроитель, директор ХТЗ имени С. Орджоникидзе, Министерства тракторного и сельскохозяйственного машиностроения СССР. Член ЦК КПУ (1956—1971). Герой Социалистического Труда (1966). Депутат Верховного Совета УССР 4 — 5 созывов. Лауреат Сталинской премии (1946).

## Биография
Родился 14 (27) июля 1903 года в селе Новые Сиваи Смоленской губернии (ныне — Хиславичский район, Смоленская область) в крестьянской семье. Окончил семилетнюю школу. В 1922 году начал свою трудовую деятельность рабочим в советской учреждении. С 1924 года проживал в Краматорске, где до 1925 года работал слесарем на местном металлургическом заводе.
В 1925—1927 годах служил в РККА. Член ВКП(б) с 1925 года. В 1927 году поступил в ХММИ, который окончил в 1935 году.
С 1935 по 1937 год — инженер-исследователь, старший инженер-конструктор, руководитель группы Украинского научно-исследовательского института «Автодизель» (позднее — Харьковский дизель-моторный завод № 75). Участвовал в создании танкового дизеля В-2.
В 1937—1940 годах — начальник лаборатории ХПЗ имени Коминтерна.
В 1940—1941 годах — заместитель секретаря партийного комитета Харьковского завода транспортного машиностроения и с 1941 года — руководитель его КБ.
В 1941—1944 годах — руководитель конструкторской группы СКБ-75 Кировского завода Наркомата танковой промышленности СССР в Челябинске. В эвакуации участвовал в создании двигателей для танков КВ, ИС и артиллерийских самоходных установок.
В 1944—1946 годах — заместитель секретаря партийного комитета Челябинского Кировского завода (с 1958 года ЧТЗ).
В 1946—1947 годах — заместитель начальника конструкторского бюро ХПЗ имени Малышева.
В 1947—1950 годах — секретарь партийного комитета, парторг ЦК ВКП(б) ХТЗ имени С. Орджоникидзе.
В 1950—1954 годах — директор ХМСЗ «Серп и Молот».
В 1954—1969 годах — директор ХТЗ имени С. Орджоникидзе. Во время его руководства завод произвёл более ста тысяч тракторов ДТ-54. Было организовано производство гусеничных тракторов Т-74. Завод разработал и внедрил в серийное производство легкий артиллерийский тягач АТ-Л и многоцелевой транспортер МТ-ЛБ. Были произведены первые международные поставки продукции в Болгарию, Индию и Китай. В 1969 году завод освоил производство трактора Т-25А.
Избирался депутатом ВС УССР 4—5 созывов, делегатом XXII съезда КПСС и XIX, XXI и XXII съездов КПУ. Член ЦК КПУ (1956—1971).
В 1969 году вышел на пенсию.
Умер 17 марта 1975 года. Похоронен в Харькове на кладбище № 2.

## Награды
- Герой Социалистического Труда — указом Президиума Верховного Совета СССР от 5 августа 1966 года — за особые заслуги в выполнении заданий семилетнего плана и достижение высоких производственных показателей
- два ордена Ленина (1963, 1966)
- орден Октябрьской революции (1971)
- два ордена Трудового Красного Знамени (1945, 1948)
- орден Красной Звезды (1943)
- орден Отечественной войны I степени (1945)
- заслуженный машиностроитель УССР (1969)
- Сталинская премия второй степени (1946) — за создание танковых дизель-моторов